# Cirolana cranchi
Cirolana cranchi är en kräftdjursart som beskrevs av Leach 1818. Cirolana cranchi ingår i släktet Cirolana och familjen Cirolanidae. Inga underarter finns listade i Catalogue of Life.